# Clinocera woodi
Clinocera woodi är en tvåvingeart som beskrevs av Sinclair 2008. Clinocera woodi ingår i släktet Clinocera och familjen dansflugor. Inga underarter finns listade i Catalogue of Life.